# Procissão da Senhora da Noite
A procissão da Senhora da Noite é um costume antigo, que é praticado todos os anos na madrugada de Domingo de Páscoa na Aldeia Nova, freguesia de Ramela, Guarda.
Tradicionalmente a procissão da Senhora da Noite  começava à meia-noite com o toque dos bombos pelas ruas da aldeia a chamar o povo da aldeia, mas só quando era dada a última volta pela povoação pelas 4.00 horas da manhã é que as pessoas se levantavam da cama para se juntarem à procissão da Senhora da Noite que seguia para a Capela da Senhora da Teixeira. No regresso da capela faziam um baile no largo da Aldeia Nova que durava até de manhã. O padre não participa desta procissão.
Actualmente a procissão começa mais cedo, por volta das 1.30 horas.